# John George Hardy
John George Hardy, född 23 februari 1851 i Sotteville nära Rouen, död 22 februari 1914 i Wien, var en brittisk ingenjör. Han var son till John Hardy. 
Hardy flyttade till Wien 1860 tillsammans med sin far. Efter studier vid tekniska högskolan där var han ingenjör vid österrikiska sydbanebolaget till 1878, då han blev kontinentchef för Vacuum Brake Company i London. Han hade ägnat stor uppmärksamhet åt den av fadern uppfunna vakuumbromsen och utvecklade den automatiska enkammarvakuumbromsen, för vilken han belönades med guldmedalj på världsutställningen i Paris 1878. År 1886 gick han över till firman Paget & Moeller, som huvudsakligen ägnade sig åt patent. Han blev medlem av en kommission tillsatt av österrikiska handelsministeriet i syfte att utreda en reform av patentlagen.